# Christian Frederik Thorin
Christian Frederik Thorin (ved dåben: Friderich Christian Thorin) (26. juli 1801 i København – 28. april 1829 sammesteds) var en dansk arkitekt og tegner.
Hans forældre var pottehandler Gunder Thorin og Sidse Pedersen. Thorin blev efter sin konfirmation optaget på Kunstakademiet, hvor han 1818 rykkede op i Bygningsskolen. Han modtog i akademitiden forskellige pengepræmier, lille (1820) og store (1823) sølvmedalje og lille guldmedalje 1827 (En Markedsplads). Disse arbejdet blev udstillet på Charlottenborg Forårsudstilling 1821, 1824-26 og 1828
Sikkert på grund af sin tidlige død nåede Thorin ikke at tegne noget, der blev bygget. Men han har efterladt en del tegninger til projekter, således til et toldhus (udstillet 1821, lille sølvmedalje); et ornament efter gips (udstillet 1821); Kirurgisk Akademi (udstillet 1824, store sølvmedalje); et tagbjælkeværk i bryggergård (udstillet 1825); en lampe (udstillet 1826); genius (udstillet 1826, tegning efter Thorvaldsen); en markedsplads (udstillet 1828, lille guldmedalje); 2 tegninger af kandelabre (Kunstindustrimuseet); prøveblad, radering efter flodguden Tigris efter Thorvaldsen (1828) som prøveblad til J.M. Thiele: Thorvaldsen og hans Værker.
Han forblev ugift og er begravet på Garnisons Kirkegård.
Frederik Zweidorff har udført et portrætmaleri af Thorin (tidligere i Johan Hansens samling).